# Asociación Peruano Japonesa
La Asociación Peruano Japonesa (siglas: APJ) es una asociación cultural e institución que congrega y representa a los ciudadanos japoneses y de ascendencia japonesa residentes en el Perú. Fue fundada el 3 de noviembre del 1917 con el nombre de Sociedad Central Japonesa y tiene su sede institucional en el edificio del Centro Cultural Peruano Japonés, ubicado en el distrito de Jesús María, en Lima, Perú. Es la institución pionera en la enseñanza del idioma japonés en el país, y busca la promoción y el intercambio cultural entre Japón y el Perú.

## Objetivos
La Asociación Peruano Japonesa tiene entre sus objetivos fortalecer las relaciones de amistad entre Perú y Japón, difundiendo los valores tradicionales del Japón entre los miembros de la colectividad peruano japonesa y de la comunidad en general y propiciando asimismo el intercambio cultural, científico y tecnológico entre ambos países. A estos planes de la asociación no solo se pueden sumar descendientes o ciudadanos japoneses, sino también todos los peruanos que deseen aprender las disciplinas y tradiciones de la milenaria cultura japonesa. La APJ es una de las organizaciones de intercambio cultural más importantes del Perú, debido a la gran comunidad nikkei (japoneses y sus descendientes) en el país, cabe señalar que en el Perú se encuentra la segunda comunidad japonesa más grande de Sudamérica, después de Brasil.

## Historia
La Asociación Peruano Japonesa fue fundada el 3 de noviembre del 1917 con el nombre de Sociedad Central Japonesa. El 12 de mayo de 1967 fue inaugurado el Centro Cultural Peruano Japonés como parte de la APJ, siendo este un espacio de encuentro y difusión de las distintas manifestaciones del arte, tradiciones y cultura peruana y japonesa. La Asociación Peruano Japonesa es la institución pionera en la enseñanza del idioma japonés en el país, además busca la promoción y el intercambio cultural entre Japón y el Perú.

## Instituciones
Las instituciones que forman parte de la Asociación Peruano Japonesa son:

### Centro Cultural Peruano Japonés
- El Centro Cultural Peruano Japonés fue Inaugurado el 12 de mayo de 1967 como parte de la APJ, es un espacio de encuentro y difusión de las distintas manifestaciones del arte, tradiciones y cultura peruana y japonesa. Durante más cuatro décadas el Centro Cultural Peruano Japonés ha sido escenario de conciertos, festivales, exposiciones, proyecciones de cine, cursos, deportes, concursos de literatura, origami, manga, entre otras actividades.

### Teatro Peruano Japonés

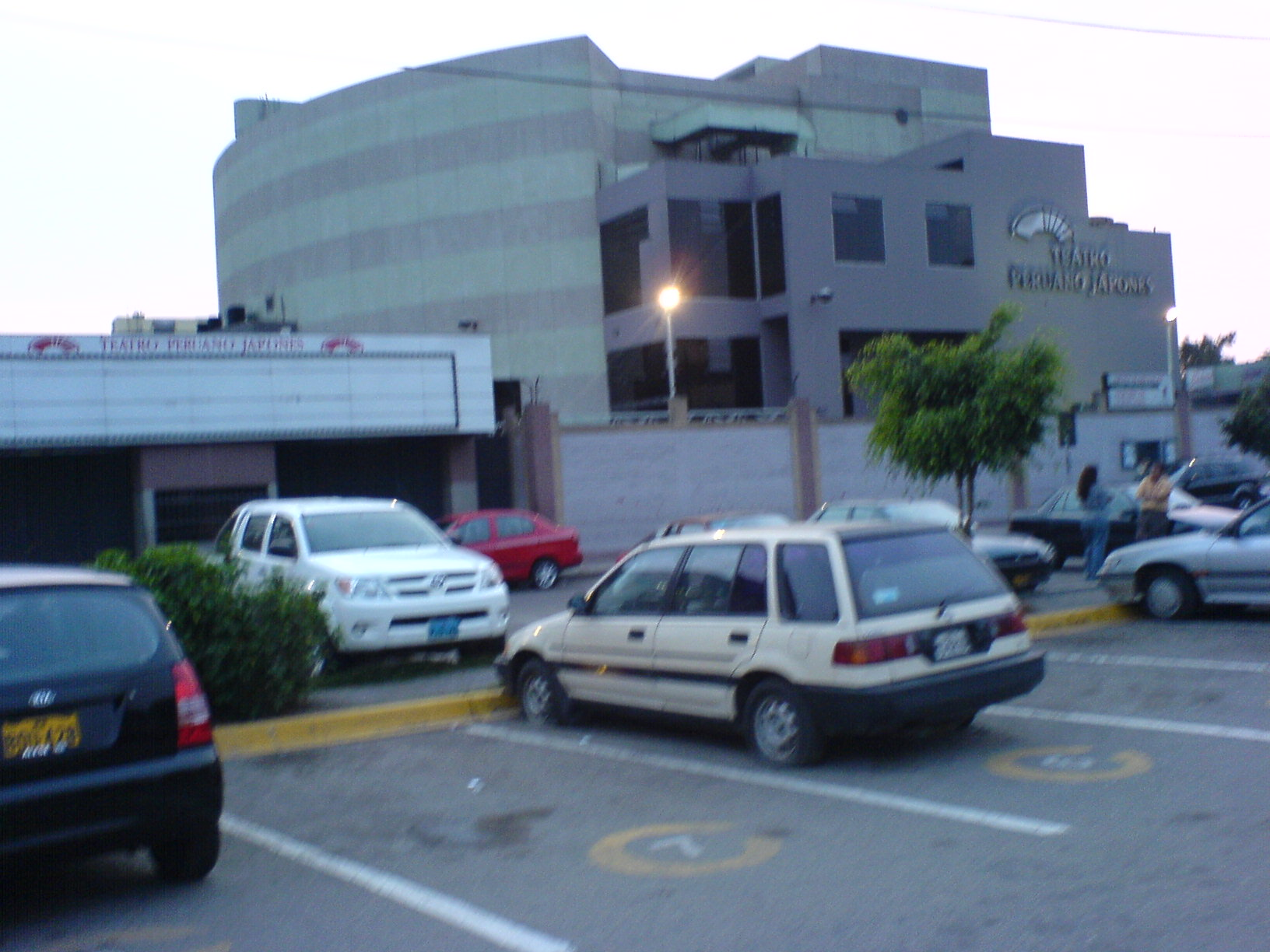
Vista del exterior del Teatro Peruano Japonés, parte del complejo de la APJ.

- El Teatro Peruano Japonés es un moderno escenario teatral por el que han desfilado artistas peruanos e internacionales. En este teatro se dan actividades como conciertos, obras de teatro, musicales, conferencias, concursos, etc. Forma parte del complejo de la APJ ubicado en el distrito de Jesús María.

### Policlínico Peruano Japonés
- El Policlínico Peruano Japonés es un policlínico que brinda atención médica a la gran comunidad nikkei (japoneses y sus descendientes) en el país y, en general, a todos los vecinos. Se ubica en el complejo de la APJ en el distrito de Jesús María.

### Clínica Centenario Peruano Japonesa
- La Clínica Centenario Peruano Japonesa es una clínica que brinda atención médica a la gran comunidad nikkei (japoneses y sus descendientes) en el país y, en general, a todos los vecinos. Fue inaugurado en el aniversario del centenario de la inmigración japonesa al Perú. Se ubica en el distrito de Pueblo Libre.